# Setto
Setto ist ein Arrondissement im Departement Zou im westafrikanischen Staat Benin. Es ist eine Verwaltungseinheit, die der Gerichtsbarkeit der Kommune Djidja untersteht.

## Demografie und Verwaltung
Gemäß der Volkszählung 2013 des beninischen Statistikamtes INSAE hatte das Arrondissement 13.826 Einwohner, davon waren 6812 männlich und 7014 weiblich.
Von den 95 Dörfern und Quartieren der Kommune Djidja entfallen acht auf Setto:
1. Gbadagba
2. Kassèhlo
3. Magassa
4. Nontchédigbé
5. Saloudji
6. Setto
7. Tokégon
8. ToKounkoun

## Verkehr
Im Dorf Setto liegt ein Bahnhof an der Bahnstrecke Cotonou–Parakou, die allerdings – wie das gesamte Eisenbahnnetz des Landes – seit 2019 ohne Verkehr ist.